# طائفة المرية
طائفة المَرِيَّة هي إحدى ممالك الطوائف التي أسسها الفتيان الصقالبة العامريين شرقي الأندلس عام 403 هـ في خضم فتنة الأندلس التي سبقت انهيار الدولة الأموية في الأندلس، وظلت بأيديهم حتى وفاة زهير الصقلبي عام 429 هـ، حيث بعث أهل المرية إلى عبد العزيز العامري صاحب بلنسية يدعونه لحكم المدينة، فأناب وزيره وصهره أبي الأحوص معن بن صمادح الذي استقل بها عام 433 هـ مؤسسًا دولة بني صًمادح فيها حتى ضمها المرابطون عام 484 هـ.

## تاريخها
بعد أن قامت فتنة الأندلس عام 399 هـ، تعرض الفتيان العامريين لاضطهاد محمد المهدي بالله، لما كان لهم من دور في الحكم في عهد العامريين، مما دعا عددًا منهم للفرار من قرطبة خوفًا من بطش المهدي بالله إلى شرقي الأندلس، واستطاعوا تأسيس عدد من الإمارات المستقلة عن قرطبة في تلك المنطقة. كان من بين هؤلاء أفلح الصقلبي الذي نجح في تأسيس إمارته الخاصة في المرية، إلا أن خيران الصقلبي الذي كان قد استولى على أريولة ثم مرسية عام 403 هـ، استطاع أن يغلب أفلح، وينتزع منه المرية عام 405 هـ، وظل خيران حاكمًا على المرية ومرسية وأعمالهما إلى أن توفي جمادى الآخرة 419 هـ، وخلفه زهير الصقلبي نائبه على مرسية. حافظ زهير على علاقات طيبة مع جيرانه بني حمود أصحاب مالقة، وبني زيري أصحاب غرناطة، وبعد وفاة صديقه حبوس بن ماكسن صاحب غرناطة، وتولي ابنه باديس عام 428 هـ، أراد زهير ضم غرناطة، فخرج زهير بقواته في شوال 429 هـ لغزوها، إلا أنه هُزم أمام جيش صنهاجة، وقُتل في تلك المعركة.
بعد وفاة زهير الصقلبي في آخر شوال 429 هـ، قدّم أهل المرية شيخهم أبو بكر الرميمي حاكمًا عليهم حتى مقدم عبد العزيز بن عبد الرحمن المنصور صاحب بلنسية الذي استدعوه لحكم مدينتهم في ذي القعدة 429 هـ. بعد أن نظم عبد العزيز شئون المرية، ترك وزيره وصهره أبا الأحوص معن بن صمادح نائبًا له على المرية. غير أن أبي الأحوص خلع طاعة عبد العزيز، ودعا لنفسه، واستولى على المرية وأعمالها عام 433 هـ، وظل يحكمها حتى وفاته عام 443 هـ، فخلفه ابنه المعتصم بن صمادح. حافظ المعتصم على استقلالية إمارته، وساهم بقوات بقيادة ابنه معز الدولة عام 479 هـ، التي خاضها الأندلسيون مع
المرابطين ضد قوات ألفونسو السادس ملك قشتالة عام 478 هـ. وفي ربيع الآخر 484 هـ، توفي المعتصم، وخلفه ولده معز الدولة، الذي لم يدم حكمه طويلاً، حيث سقطت المرية في أيدي جيش المرابطين في شعبان 484 هـ، بعد فرار معز الدولة بأهله إلى بني حماد في بجاية.

## العمارة

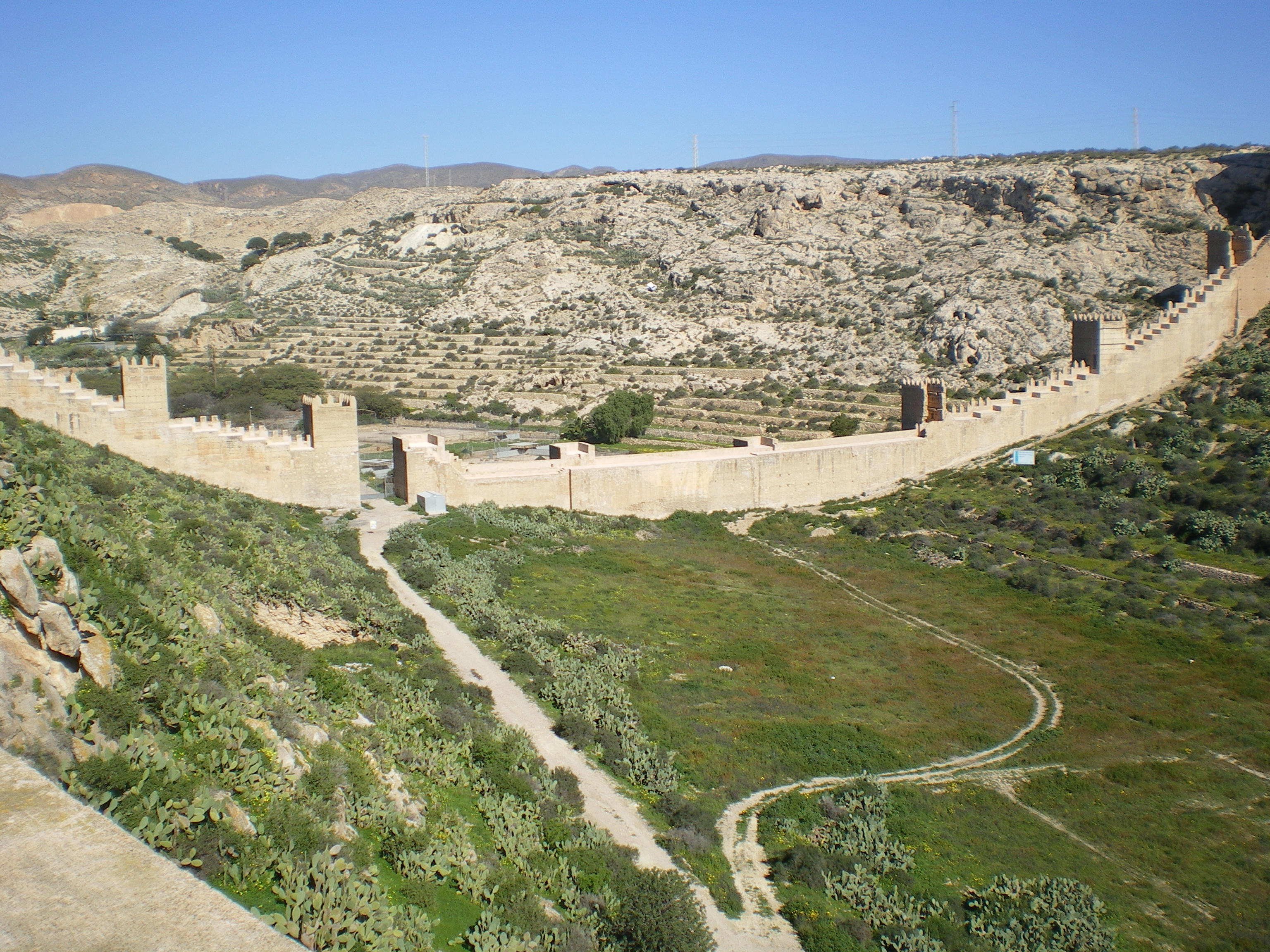
جدار خيران في المرية.

اهتم حكام المرية بالعمران في المرية، فزاد خيران في بناء مسجد المرية عام 410 هـ، ومدّد سور المدينة من الجبل إلى البحر. وأضاف زهير توسعة أخرى لمسجد المرية، وبنى مسجدًا جديدًا في بجانة. كما ابتنى المعتصم عددًا من القصور في المدينة، وجلب الماء إلى المدينة، وأوصله إلى جامع المرية، ونظم وصول الماء إلى الحدائق الملحقة بقصوره، وجمع فيها غرائب الأشجار والثمار.

## العلوم والفنون

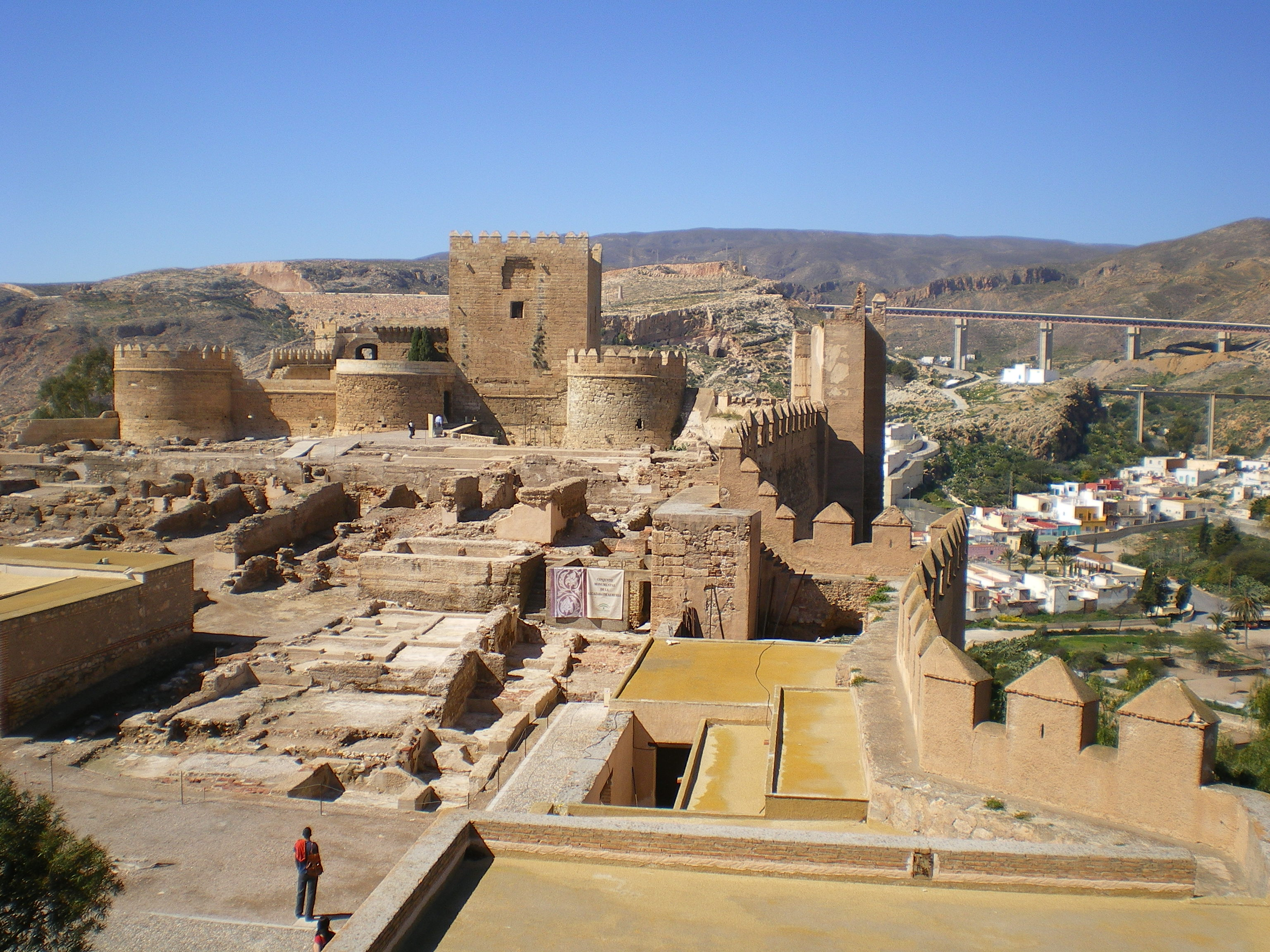
أطلال قصر المعتصم في المرية.

اهتم أمراء المرية بالعلوم الدينية، فقد كان زهير حريصًا على تعظيم رجال الدين ومشاورتهم. كما اهتم المعتصم بشئون الدين، وإقامة أحكام الشريعة، وعقد مجالس العلماء في قصره، إضافة إلى تخصيصه يومًا كل أسبوع للفقهاء، يتناظرون بين يديه في كتب التفسير والحديث.
كما عُرف قصر المعتصم بكونه قبلة للشعراء والأدباء في ذاك العصر، فضم بلاطه العديد من شعراء عصره، كوزيره عبد العزيز بن أرقم وعبادة القزاز إمام الموشحات وأبو الفضل البرجي وابن الحداد الوادي آشي. إضافة إلى ما اشتهر به المعتصم بن صمادح نفسه وأبناؤه عز الدولة ورفيع الدولة وبنته أم الكرام بكونهم من الشعراء الفحول.

## حكامها
- أفلح الصقلبي (403 هـ-405 هـ)
- خيران الصقلبي (405 هـ-419 هـ)
- زهير الصقلبي (419 هـ-429 هـ)
- أبو بكر الرميمي (429 هـ)
- عبد العزيز بن عبد الرحمن المنصور (429 هـ-433 هـ)
- معن بن صمادح (433 هـ-443 هـ)
- المعتصم بن صمادح (443 هـ-484 هـ)
- معز الدولة بن صمادح (484 هـ)